# Liste der Monuments historiques in Chamarandes-Choignes
Die Liste der Monuments historiques in Chamarandes-Choignes führt die Monuments historiques in der französischen Gemeinde Chamarandes-Choignes auf.

## Liste der Immobilien
| Bezeichnung      | Beschreibung            | Standort                            | Kennzeichnung | Schutzstatus | Datum | Bild           |
| ---------------- | ----------------------- | ----------------------------------- | ------------- | ------------ | ----- | -------------- |
| Kirche St-Martin | aus dem 13. Jahrhundert | Choignes, rue de Chamarandes (Lage) | PA00078990    | Inscrit      | 1928  | weitere Bilder |

## Liste der Objekte
| Bezeichnung                            | Beschreibung | Standort                                     | Kennzeichnung | Schutzstatus | Datum | Bild |
| -------------------------------------- | --- | -------------------------------------------- | ------------- | ------------ | ----- | ---- |
| Marienlebenretabel                     | Stein, Anfang des 16. Jahrhunderts | Choignes, in der Kirche St-Martin (Lage)     | PM52000221    | Classé       | 1970  |      |
| Hauptaltar                             | Altartisch, Altaraufbau, Tabernakel, Expositionsnische und zwei Skulpturen; Holz, farbig gefasst und vergoldet, 18. und 19. Jahrhundert, teilweise von Jean-Baptiste Bouchardon | Chamarandes, in der Kirche St-Vallier (Lage) | PM52001702    | Inscrit      | 1973  |      |
| Nikolausretabel                        | Stein, Anfang des 16. Jahrhunderts | Choignes, in der Kirche St-Martin (Lage)     | PM52000220    | Classé       | 1970  |      |
| Pietà                                  | Stein, farbig gefasst, 16. Jahrhundert | Choignes, in der Kirche St-Martin (Lage)     | PM52000223    | Classé       | 1970  |      |
| Skulptur Heiliger Nikolaus             | Holz, farbig gefasst, 18. Jahrhundert | Chamarandes, in der Kirche St-Vallier (Lage) | PM52000215    | Classé       | 1970  |      |
| Skulptur Pomona                        | Kalkstein, erste Hälfte des 18. Jahrhunderts, aus der Werkstatt von Jean-Baptiste Bouchardon                                                                                    | Chamarandes, im Schlosspark (Lage)           | PM52000217    | Classé       | 1971  |      |
| Skulptur Apollo                        | Kalkstein, erste Hälfte des 18. Jahrhunderts, aus der Werkstatt von Jean-Baptiste Bouchardon                                                                                    | Chamarandes, im Schlosspark (Lage)           | PM52000218    | Classé       | 1971  |      |
| Grabstein eines Geistlichen            | Kalkstein, bezeichnet 1536 | Chamarandes, in der Kirche St-Vallier (Lage) | PM52000216    | Classé       | 1971  |      |
| Skulptur Flora                         | Kalkstein, erste Hälfte des 18. Jahrhunderts, aus der Werkstatt von Jean-Baptiste Bouchardon                                                                                    | Chamarandes, im Schlosspark (Lage)           | PM52000219    | Classé       | 1971  |      |
| Zwei Skulpturen von heiligen Bischöfen | Holz, farbig gefasst und vergoldet, 18. Jahrhundert | Choignes, in der Kirche St-Martin (Lage)     | PM52000222    | Classé       | 1970  |      |